# Шепетово-Вавжиньце
Шепето́во-Вавжи́ньце (пол. Szepietowo-Wawrzyńce) — деревня в Высокомазовецком повете Подляского воеводства Польши. Входит в состав гмины Шепетово. Находится примерно в 8 км к югу от города Высоке-Мазовецке. По данным переписи 2011 года, в деревне проживало 456 человек.
Деревня впервые была упомянута в 1520 году.
В 1827 году в Вавжиньцах и близлежащих Жаках насчитывалось 30 домов и 174 жителя.
В 1921 году в Шепетово-Вавжиньце было:
- деревня: 17 жилых домов, 89 жителей (37 мужчин и 52 женщины). Все поляки и католики.
- фольварк: 6 жилых домов, 137 жителей (60 мужчин и 77 женщин, 130 католиков и 7 православных). Все поляки.

В 1975—1998 годах деревня относилась к Ломжинскому воеводству.